# Estel Julià
Estel Julià   (València, 1962), pseudònim d'Estrella Correcher Juliá, és una poeta, escriptora i titular d'un màster en Estudios Hispánicos Avanzados atorgat per la Universitat de València.

## Obra
Investigació
- Julià, E. (ed.); Alfons, E.; Cortés, C. (pròl.) (autopublicat, 2012): Dietari visual d'Enric Alfons. Una proposta pictòrica per contextualitzar algunes poètiques de l'Àfrica i l'Orient (valencià). ISBN 9788469556382.
- Julià, E. (ed.); Alfons, E.; Miquel, C. (pròl.) (2014): La imatge traduïda; (en valencià). ISBN 978-84-697-1313-6 (valencià).

Poesia
- Julià, E.; Roda, Ll. (pròl.) (2013): Mar d'estels, Barcelona: Témenos (valencià). ISBN 9788494167737.[1]
- Julià, E.: Marcillas, I. (pròl.) (2014): Anadna, Ontinyent (València): El Toll (valencià). ISBN 978-84-941809-8-9.
- Julià, E.; Mardaras, D. (2015): Zapatos imposibles, Tegueste (Tenerife): Baile del Sol (castellà). ISBN 978-84-16320-55-4